# Lagoa II
Lagoa II es una localidad caboverdiana del municipio de Porto Novo.

## Geografía
La localidad está situada en la isla Santo Antão.

## Organización territorial
La localidad abarca los lugares y barrios de:
- Borda de Espadana
- Branco
- Cambo de Campo
- Cebola
- Chã Branca
- Chã Branca de Pinto
- Chã Lagoa
- Compainha
- Fundo América
- Lagoa
- Ninho de Corvo
- Taboadinho
- Tortolho